# Marlborough (New Hampshire)
Marlborough – miasto w Stanach Zjednoczonych, w stanie New Hampshire, w hrabstwie Cheshire.